# Cherier
Cherier är en kommun i departementet Loire i regionen Auvergne-Rhône-Alpes i centrala Frankrike. Kommunen ligger i kantonen Saint-Just-en-Chevalet som tillhör arrondissementet Roanne. År 2022 hade Cherier 522 invånare.

## Befolkningsutveckling
Antalet invånare i kommunen Cherier
| Referens: INSEE |